# Greenlee Lough
Greenlee Lough är en sjö i Storbritannien.   Den ligger i riksdelen England, i den centrala delen av landet, 400 km norr om huvudstaden London. Greenlee Lough ligger 275 meter över havet. Arean är 0,60 kvadratkilometer.  Trakten runt Greenlee Lough består i huvudsak av gräsmarker.